# Servant (Puy-de-Dôme)
Servant település Franciaországban, Puy-de-Dôme megyében. Lakosainak száma 559 fő (2022. január 1.). Servant Chouvigny, Échassières, Nades, Menat, Moureuille, Pouzol és Saint-Gal-sur-Sioule községekkel határos.

## Népesség
A település népessége az elmúlt években az alábbi módon változott:
| Lakosok száma | 528  | 536  | 550  | 531  | 541  | 549  | 557  | 558  | 559  |
|               | 2013 | 2015 | 2016 | 2017 | 2018 | 2019 | 2020 | 2021 | 2022 |